# Női kézilabdatorna a 2012. évi nyári olimpiai játékokon
A 2012. évi nyári olimpiai játékokon a női kézilabdatornát július 28. és augusztus 11. között rendezték. A tornán 12 nemzet csapata vett részt. A tornát a címvédő norvég válogatott nyerte meg.

## Részt vevő nemzetek
| Esemény                                | Dátum                | Helyszín                   | Kvóta | Kvalifikált csapatok                     |
| -------------------------------------- | -------------------- | -------------------------- | ----- | ---------------------------------------- |
| Rendező                                | -                    | -                          | 1     | Nagy-Britannia (GBR)                     |
| 2011-es női kézilabda-világbajnokság   | 2011. december 3–18. | Brazília                   | 1     | Norvégia (NOR)                           |
| 2010-es női kézilabda-Európa-bajnokság | 2010. december 7–19. | Dánia, Norvégia            | 1     | Svédország (SWE)                         |
| Ázsiai kvalifikációs torna             | 2011. október 10–17. | Kína                       | 1     | Dél-Korea (KOR)                          |
| 2012-es női kézilabda-Afrika-bajnokság | 2012. január 10–21.  | Marokkó                    | 1     | Angola (ANG)                             |
| 2011-es pánamerikai játékok            | 2011. október 14–30. | Guadalajara, Mexikó        | 1     | Brazília (BRA)                           |
| Olimpiai selejtezőtorna 1              | 2012. május 25–27.   | Lyon, Franciaország        | 2     | Montenegró (MNE) · Franciaország (FRA)   |
| Olimpiai selejtezőtorna 2              | 2012. május 25–27.   | Guadalajara, Spanyolország | 2     | Spanyolország (ESP) · Horvátország (CRO) |
| Olimpiai selejtezőtorna 3              | 2012. május 25–27.   | Herning, Dánia             | 2     | Oroszország (RUS) · Dánia (DEN)          |
| Összesen                               |                      |                            | 12    |                                          |

## Eredmények
A csapatok két darab hatcsapatos csoportot alkottak, amelyekben a csapatok körmérkőzéseket játszottak. A csoportokból az első négy helyezett jutott tovább a negyeddöntőbe, ahonnan egyenes kieséses rendszerben folytatódott a torna.
A mérkőzések kezdési időpontjai helyi idő szerint, zárójelben magyar idő szerint olvashatóak.

### Csoportkör
| Színmagyarázat                                              |
| ----------------------------------------------------------- |
| A csoportok első négy helyezettje bejutott a negyeddöntőbe. |
| A csoportok ötödik és hatodik helyezettjei kiestek.         |

#### A csoport
| Csapat               | M | Gy | D | V | G+  | G–  | Gk  | P |
| -------------------- | - | -- | - | - | --- | --- | --- | - |
| Brazília (BRA)       | 5 | 4  | 0 | 1 | 137 | 122 | +15 | 8 |
| Horvátország (CRO)   | 5 | 4  | 0 | 1 | 145 | 115 | +30 | 8 |
| Oroszország (RUS)    | 5 | 3  | 1 | 1 | 151 | 125 | +26 | 7 |
| Montenegró (MNE)     | 5 | 2  | 1 | 2 | 137 | 123 | +14 | 5 |
| Angola (ANG)         | 5 | 1  | 0 | 4 | 132 | 142 | −10 | 2 |
| Nagy-Britannia (GBR) | 5 | 0  | 0 | 5 | 91  | 166 | −75 | 0 |

| 2012. július 28. 9:30 (10:30) | Oroszország (RUS) | 30–27       | Angola (ANG) | Copper Box, London Nézőszám: 3604 Játékvezetők: Nacsevszki, Nikolov (MKD) |
| 2012. július 28. 9:30 (10:30) | Posztnova 5       | (16–11)     | Guialo 5     | Copper Box, London Nézőszám: 3604 Játékvezetők: Nacsevszki, Nikolov (MKD) |
| 2012. július 28. 9:30 (10:30) | 3× 3×             | Jegyzőkönyv | 4× 3×        | Copper Box, London Nézőszám: 3604 Játékvezetők: Nacsevszki, Nikolov (MKD) |

| 2012. július 28. 14:30 (15:30) | Horvátország (CRO) | 23–24       | Brazília (BRA)       | Copper Box, London Nézőszám: 3942 Játékvezetők: C. Bonaventura, J. Bonaventura (FRA) |
| 2012. július 28. 14:30 (15:30) | Jovetić 6          | (10–9)      | Nascimento, Amorim 5 | Copper Box, London Nézőszám: 3942 Játékvezetők: C. Bonaventura, J. Bonaventura (FRA) |
| 2012. július 28. 14:30 (15:30) | 4× 3×              | Jegyzőkönyv | 6× 3× 1×             | Copper Box, London Nézőszám: 3942 Játékvezetők: C. Bonaventura, J. Bonaventura (FRA) |

| 2012. július 28. 19:30 (20:30) | Montenegró (MNE) | 31–19       | Nagy-Britannia (GBR) | Copper Box, London Nézőszám: 3941 Játékvezetők: Duţă, Florescu (ROU) |
| 2012. július 28. 19:30 (20:30) | A. Bulatović 5   | (18–12)     | Gerbron 6            | Copper Box, London Nézőszám: 3941 Játékvezetők: Duţă, Florescu (ROU) |
| 2012. július 28. 19:30 (20:30) | 4× 3×            | Jegyzőkönyv | 5× 3×                | Copper Box, London Nézőszám: 3941 Játékvezetők: Duţă, Florescu (ROU) |

| 2012. július 30. 9:30 (10:30) | Angola (ANG)       | 23–28       | Horvátország (CRO) | Copper Box, London Nézőszám: 3892 Játékvezetők: Al-Nuaimi, Omar (UAE) |
| 2012. július 30. 9:30 (10:30) | Guialo, M. Kiala 5 | (11–13)     | Zebić 9            | Copper Box, London Nézőszám: 3892 Játékvezetők: Al-Nuaimi, Omar (UAE) |
| 2012. július 30. 9:30 (10:30) | 4× 2×              | Jegyzőkönyv | 2× 3×              | Copper Box, London Nézőszám: 3892 Játékvezetők: Al-Nuaimi, Omar (UAE) |

| 2012. július 30. 14:30 (15:30) | Nagy-Britannia (GBR) | 16–37       | Oroszország (RUS)        | Copper Box, London Nézőszám: 4596 Játékvezetők: C. Bonaventura, J. Bonaventura (FRA) |
| 2012. július 30. 14:30 (15:30) | Byl 5                | (8–17)      | Turej, Csernoivanyenko 5 | Copper Box, London Nézőszám: 4596 Játékvezetők: C. Bonaventura, J. Bonaventura (FRA) |
| 2012. július 30. 14:30 (15:30) | 1× 3×                | Jegyzőkönyv | 4× 2×                    | Copper Box, London Nézőszám: 4596 Játékvezetők: C. Bonaventura, J. Bonaventura (FRA) |

| 2012. július 30. 19:30 (20:30) | Brazília (BRA) | 27–25       | Montenegró (MNE) | Copper Box, London Nézőszám: 3974 Játékvezetők: Olesen, Pedersen (DEN) |
| 2012. július 30. 19:30 (20:30) | Nascimento 8   | (15–16)     | K. Bulatović 5   | Copper Box, London Nézőszám: 3974 Játékvezetők: Olesen, Pedersen (DEN) |
| 2012. július 30. 19:30 (20:30) | 4× 3× 1×       | Jegyzőkönyv | 7× 3× 1×         | Copper Box, London Nézőszám: 3974 Játékvezetők: Olesen, Pedersen (DEN) |

| 2012. augusztus 1. 11:15 (12:15) | Montenegró (MNE)        | 30–25       | Angola (ANG) | Copper Box, London Nézőszám: 4354 Játékvezetők: Abdulla, Bamutref (QAT) |
| 2012. augusztus 1. 11:15 (12:15) | Popović, K. Bulatović 6 | (13–14)     | Carlos 7     | Copper Box, London Nézőszám: 4354 Játékvezetők: Abdulla, Bamutref (QAT) |
| 2012. augusztus 1. 11:15 (12:15) | 3× 3×                   | Jegyzőkönyv | 3× 3×        | Copper Box, London Nézőszám: 4354 Játékvezetők: Abdulla, Bamutref (QAT) |

| 2012. augusztus 1. 16:15 (17:15) | Nagy-Britannia (GBR) | 17–30       | Brazília (BRA) | Copper Box, London Nézőszám: 4622 Játékvezetők: Coulibaly, Diabate (CIV) |
| 2012. augusztus 1. 16:15 (17:15) | Byl 5                | (8–17)      | Rodrigues 7    | Copper Box, London Nézőszám: 4622 Játékvezetők: Coulibaly, Diabate (CIV) |
| 2012. augusztus 1. 16:15 (17:15) | 3× 2×                | Jegyzőkönyv | 3× 3×          | Copper Box, London Nézőszám: 4622 Játékvezetők: Coulibaly, Diabate (CIV) |

| 2012. augusztus 1. 21:15 (22:15) | Oroszország (RUS) | 28–30       | Horvátország (CRO) | Copper Box, London Nézőszám: 4098 Játékvezetők: Marina, Minore (ARG) |
| 2012. augusztus 1. 21:15 (22:15) | Turej 6           | (15–15)     | Penezić 10         | Copper Box, London Nézőszám: 4098 Játékvezetők: Marina, Minore (ARG) |
| 2012. augusztus 1. 21:15 (22:15) | 5× 3×             | Jegyzőkönyv | 6× 3×              | Copper Box, London Nézőszám: 4098 Játékvezetők: Marina, Minore (ARG) |

| 2012. augusztus 3. 9:30 (10:30) | Angola (ANG) | 31–25       | Nagy-Britannia (GBR) | Copper Box, London Nézőszám: 4081 Játékvezetők: Florescu, Duţă (ROU) |
| 2012. augusztus 3. 9:30 (10:30) | Almeida 8    | (14–10)     | Gerbron 9            | Copper Box, London Nézőszám: 4081 Játékvezetők: Florescu, Duţă (ROU) |
| 2012. augusztus 3. 9:30 (10:30) | 3× 2×        | Jegyzőkönyv | 1× 3×                | Copper Box, London Nézőszám: 4081 Játékvezetők: Florescu, Duţă (ROU) |

| 2012. augusztus 3. 14:30 (15:30) | Horvátország (CRO) | 27–26       | Montenegró (MNE) | Copper Box, London Nézőszám: 4541 Játékvezetők: Lopez, Sabroso (ESP) |
| 2012. augusztus 3. 14:30 (15:30) | Penezić 9          | (12–12)     | Popović 10       | Copper Box, London Nézőszám: 4541 Játékvezetők: Lopez, Sabroso (ESP) |
| 2012. augusztus 3. 14:30 (15:30) | 5× 3×              | Jegyzőkönyv | 4× 2×            | Copper Box, London Nézőszám: 4541 Játékvezetők: Lopez, Sabroso (ESP) |

| 2012. augusztus 3. 16:15 (17:15) | Oroszország (RUS) | 31–27       | Brazília (BRA) | Copper Box, London Nézőszám: 4741 Játékvezetők: Lazaar, Reveret (FRA) |
| 2012. augusztus 3. 16:15 (17:15) | Turej 7           | (15–14)     | Nascimento 9   | Copper Box, London Nézőszám: 4741 Játékvezetők: Lazaar, Reveret (FRA) |
| 2012. augusztus 3. 16:15 (17:15) | 7× 3×             | Jegyzőkönyv | 2× 2×          | Copper Box, London Nézőszám: 4741 Játékvezetők: Lazaar, Reveret (FRA) |

| 2012. augusztus 5. 11:15 (12:15) | Brazília (BRA)  | 29–26       | Angola (ANG) | Copper Box, London Nézőszám: 4585 Játékvezetők: Bartlett, Stokes (GBR) |
| 2012. augusztus 5. 11:15 (12:15) | három játékos 5 | (14–9)      | Kiala 6      | Copper Box, London Nézőszám: 4585 Játékvezetők: Bartlett, Stokes (GBR) |
| 2012. augusztus 5. 11:15 (12:15) | 1× 3×           | Jegyzőkönyv | 3× 3×        | Copper Box, London Nézőszám: 4585 Játékvezetők: Bartlett, Stokes (GBR) |

| 2012. augusztus 5. 14:30 (15:30) | Montenegró (MNE) | 25–25       | Oroszország (RUS) | Copper Box, London Nézőszám: 4444 Játékvezetők: Abrahamsen, Kristiansen (NOR) |
| 2012. augusztus 5. 14:30 (15:30) | K. Bulatović 7   | (15–16)     | három játékos 4   | Copper Box, London Nézőszám: 4444 Játékvezetők: Abrahamsen, Kristiansen (NOR) |
| 2012. augusztus 5. 14:30 (15:30) | 6× 2×            | Jegyzőkönyv | 8× 2× 1×          | Copper Box, London Nézőszám: 4444 Játékvezetők: Abrahamsen, Kristiansen (NOR) |

| 2012. augusztus 5. 16:15 (17:15) | Horvátország (CRO) | 37–14       | Nagy-Britannia (GBR) | Copper Box, London Nézőszám: 4792 Játékvezetők: Marina, Minore (ARG) |
| 2012. augusztus 5. 16:15 (17:15) | három játékos 5    | (17–6)      | Fairbrother 3        | Copper Box, London Nézőszám: 4792 Játékvezetők: Marina, Minore (ARG) |
| 2012. augusztus 5. 16:15 (17:15) | 3× 3×              | Jegyzőkönyv | 4× 3×                | Copper Box, London Nézőszám: 4792 Játékvezetők: Marina, Minore (ARG) |

#### B csoport
| Csapat              | M | Gy | D | V | G+  | G–  | Gk  | P |
| ------------------- | - | -- | - | - | --- | --- | --- | - |
| Franciaország (FRA) | 5 | 4  | 1 | 0 | 125 | 103 | +22 | 9 |
| Dél-Korea (KOR)     | 5 | 3  | 1 | 1 | 136 | 130 | +6  | 7 |
| Spanyolország (ESP) | 5 | 3  | 1 | 1 | 119 | 114 | +5  | 7 |
| Norvégia (NOR)      | 5 | 2  | 1 | 2 | 118 | 120 | −2  | 5 |
| Dánia (DEN)         | 5 | 1  | 0 | 4 | 113 | 121 | −8  | 2 |
| Svédország (SWE)    | 5 | 0  | 0 | 5 | 108 | 131 | −23 | 0 |

| 2012. július 28. 11:15 (12:15) | Spanyolország (ESP) | 27–31       | Dél-Korea (KOR) | Copper Box, London Nézőszám: 3900 Játékvezetők: Gubica, Milošević (CRO) |
| 2012. július 28. 11:15 (12:15) | Martín 7            | (12–16)     | Ju Unhi 9       | Copper Box, London Nézőszám: 3900 Játékvezetők: Gubica, Milošević (CRO) |
| 2012. július 28. 11:15 (12:15) | 2× 3×               | Jegyzőkönyv | 3× 3×           | Copper Box, London Nézőszám: 3900 Játékvezetők: Gubica, Milošević (CRO) |

| 2012. július 28. 16:15 (17:15) | Dánia (DEN) | 21–18       | Svédország (SWE) | Copper Box, London Nézőszám: 3942 Játékvezetők: Nikolić, Stojković (SRB) |
| 2012. július 28. 16:15 (17:15) | Skov 6      | (8–10)      | Gulldén 5        | Copper Box, London Nézőszám: 3942 Játékvezetők: Nikolić, Stojković (SRB) |
| 2012. július 28. 16:15 (17:15) | 4× 3×       | Jegyzőkönyv | 3× 4×            | Copper Box, London Nézőszám: 3942 Játékvezetők: Nikolić, Stojković (SRB) |

| 2012. július 28. 21:15 (22:15) | Norvégia (NOR) | 23–24       | Franciaország (FRA) | Copper Box, London Nézőszám: 3968 Játékvezetők: Krstić, Ljubić (SLO) |
| 2012. július 28. 21:15 (22:15) | Alstad 5       | (12–17)     | Baudouin, Signaté 5 | Copper Box, London Nézőszám: 3968 Játékvezetők: Krstić, Ljubić (SLO) |
| 2012. július 28. 21:15 (22:15) | 2× 3×          | Jegyzőkönyv | 5× 4× 1×            | Copper Box, London Nézőszám: 3968 Játékvezetők: Krstić, Ljubić (SLO) |

| 2012. július 30. 11:15 (12:15) | Dél-Korea (KOR) | 25–24       | Dánia (DEN) | Copper Box, London Nézőszám: 4393 Játékvezetők: Duţă, Florescu (ROU) |
| 2012. július 30. 11:15 (12:15) | Cso Hjobi 5     | (11–10)     | Larsen 7    | Copper Box, London Nézőszám: 4393 Játékvezetők: Duţă, Florescu (ROU) |
| 2012. július 30. 11:15 (12:15) | 1× 3×           | Jegyzőkönyv | 2× 3×       | Copper Box, London Nézőszám: 4393 Játékvezetők: Duţă, Florescu (ROU) |

| 2012. július 30. 16:15 (17:15) | Franciaország (FRA) | 18–18       | Spanyolország (ESP) | Copper Box, London Nézőszám: 4671 Játékvezetők: Horáček, Novotný (CZE) |
| 2012. július 30. 16:15 (17:15) | Dembélé 6           | (7–10)      | Mangué 6            | Copper Box, London Nézőszám: 4671 Játékvezetők: Horáček, Novotný (CZE) |
| 2012. július 30. 16:15 (17:15) | 6× 3× 1×            | Jegyzőkönyv | 4× 4×               | Copper Box, London Nézőszám: 4671 Játékvezetők: Horáček, Novotný (CZE) |

| 2012. július 30. 21:15 (22:15) | Svédország (SWE) | 21–24       | Norvégia (NOR)   | Copper Box, London Nézőszám: 4459 Játékvezetők: Coulibaly, Diabate (CIV) |
| 2012. július 30. 21:15 (22:15) | Torstenson 6     | (9–14)      | Koren, Sulland 5 | Copper Box, London Nézőszám: 4459 Játékvezetők: Coulibaly, Diabate (CIV) |
| 2012. július 30. 21:15 (22:15) | 3× 3×            | Jegyzőkönyv | 3× 3×            | Copper Box, London Nézőszám: 4459 Játékvezetők: Coulibaly, Diabate (CIV) |

| 2012. augusztus 1. 9:30 (10:30) | Norvégia (NOR) | 27–27       | Dél-Korea (KOR) | Copper Box, London Nézőszám: 4178 Játékvezetők: Nacsevszki, Nikolov (MKD) |
| 2012. augusztus 1. 9:30 (10:30) | Sulland 11     | (13–15)     | három játékos 6 | Copper Box, London Nézőszám: 4178 Játékvezetők: Nacsevszki, Nikolov (MKD) |
| 2012. augusztus 1. 9:30 (10:30) | 3×             | Jegyzőkönyv | 3× 2×           | Copper Box, London Nézőszám: 4178 Játékvezetők: Nacsevszki, Nikolov (MKD) |

| 2012. augusztus 1. 14:30 (15:30) | Franciaország (FRA) | 29–17       | Svédország (SWE) | Copper Box, London Nézőszám: 4638 Játékvezetők: Gubica, Milošević (CRO) |
| 2012. augusztus 1. 14:30 (15:30) | három játékos 4     | (16–11)     | Ahlm 6           | Copper Box, London Nézőszám: 4638 Játékvezetők: Gubica, Milošević (CRO) |
| 2012. augusztus 1. 14:30 (15:30) | 2× 3×               | Jegyzőkönyv | 1× 3×            | Copper Box, London Nézőszám: 4638 Játékvezetők: Gubica, Milošević (CRO) |

| 2012. augusztus 1. 19:30 (20:30) | Spanyolország (ESP) | 24–21       | Dánia (DEN) | Copper Box, London Nézőszám: 4488 Játékvezetők: Geipel, Helbig (GER) |
| 2012. augusztus 1. 19:30 (20:30) | Mangué 7            | (14–9)      | Nørgaard 7  | Copper Box, London Nézőszám: 4488 Játékvezetők: Geipel, Helbig (GER) |
| 2012. augusztus 1. 19:30 (20:30) | 3× 3× 1×            | Jegyzőkönyv | 1× 3×       | Copper Box, London Nézőszám: 4488 Játékvezetők: Geipel, Helbig (GER) |

| 2012. augusztus 3. 11:15 (12:15) | Dél-Korea (KOR) | 21–24       | Franciaország (FRA) | Copper Box, London Nézőszám: 4568 Játékvezetők: Nikolić, Stojković (SRB) |
| 2012. augusztus 3. 11:15 (12:15) | Szim Hein 6     | (12–10)     | Lacrabère 4         | Copper Box, London Nézőszám: 4568 Játékvezetők: Nikolić, Stojković (SRB) |
| 2012. augusztus 3. 11:15 (12:15) | 3× 2×           | Jegyzőkönyv | 2× 4×               | Copper Box, London Nézőszám: 4568 Játékvezetők: Nikolić, Stojković (SRB) |

| 2012. augusztus 3. 19:30 (20:30) | Spanyolország (ESP) | 25–24       | Svédország (SWE) | Copper Box, London Nézőszám: 4234 Játékvezetők: Al-Nuaimi, Omar (UAE) |
| 2012. augusztus 3. 19:30 (20:30) | Mangué, Alberto 6   | (11–10)     | Fogelström 5     | Copper Box, London Nézőszám: 4234 Játékvezetők: Al-Nuaimi, Omar (UAE) |
| 2012. augusztus 3. 19:30 (20:30) | 3× 3×               | Jegyzőkönyv | 2× 4×            | Copper Box, London Nézőszám: 4234 Játékvezetők: Al-Nuaimi, Omar (UAE) |

| 2012. augusztus 3. 21:15 (22:15) | Dánia (DEN) | 23–24       | Norvégia (NOR) | Copper Box, London Nézőszám: 4720 Játékvezetők: Horáček, Novotný (CZE) |
| 2012. augusztus 3. 21:15 (22:15) | Nørgaard 9  | (11–12)     | Løke 6         | Copper Box, London Nézőszám: 4720 Játékvezetők: Horáček, Novotný (CZE) |
| 2012. augusztus 3. 21:15 (22:15) | 2× 3×       | Jegyzőkönyv | 3×             | Copper Box, London Nézőszám: 4720 Játékvezetők: Horáček, Novotný (CZE) |

| 2012. augusztus 5. 9:30 (10:30) | Svédország (SWE) | 28–32       | Dél-Korea (KOR) | Copper Box, London Nézőszám: 4180 Játékvezetők: Abdulla, Bamutref (QAT) |
| 2012. augusztus 5. 9:30 (10:30) | Flognman 8       | (13–16)     | Ju Unhi 10      | Copper Box, London Nézőszám: 4180 Játékvezetők: Abdulla, Bamutref (QAT) |
| 2012. augusztus 5. 9:30 (10:30) | 4× 4×            | Jegyzőkönyv | 5× 3×           | Copper Box, London Nézőszám: 4180 Játékvezetők: Abdulla, Bamutref (QAT) |

| 2012. augusztus 5. 19:30 (20:30) | Norvégia (NOR) | 20–25       | Spanyolország (ESP) | Copper Box, London Nézőszám: 4345 Játékvezetők: Krstić, Ljubić (SLO) |
| 2012. augusztus 5. 19:30 (20:30) | Koren 6        | (11–11)     | Alonso 7            | Copper Box, London Nézőszám: 4345 Játékvezetők: Krstić, Ljubić (SLO) |
| 2012. augusztus 5. 19:30 (20:30) | 4× 3×          | Jegyzőkönyv | 4× 3× 1×            | Copper Box, London Nézőszám: 4345 Játékvezetők: Krstić, Ljubić (SLO) |

| 2012. augusztus 5. 21:15 (22:15) | Dánia (DEN) | 24–30       | Franciaország (FRA) | Copper Box, London Nézőszám: 4616 Játékvezetők: Duţă, Florescu (ROU) |
| 2012. augusztus 5. 21:15 (22:15) | Nørgaard 10 | (10–17)     | Nijtam 6            | Copper Box, London Nézőszám: 4616 Játékvezetők: Duţă, Florescu (ROU) |
| 2012. augusztus 5. 21:15 (22:15) | 2× 3×       | Jegyzőkönyv | 1× 2×               | Copper Box, London Nézőszám: 4616 Játékvezetők: Duţă, Florescu (ROU) |

### Egyenes kieséses szakasz
|  |              |                     |                  |                  |    |                     |                     |                 |                 |               |               |       |       |
|  | Negyeddöntők | Negyeddöntők        | Negyeddöntők     |                  |    | Elődöntők           | Elődöntők           | Elődöntők       |                 |               | Döntő         | Döntő | Döntő |
|  | Negyeddöntők | Negyeddöntők        | Negyeddöntők     |                  |    | Elődöntők           | Elődöntők           | Elődöntők       |                 |               | Döntő         | Döntő | Döntő |
|  | augusztus 7. |                     |                  |                  |    |                     |                     |                 |                 |               |               |       |       |
|  |              |                     |                  |                  |    |                     |                     |                 |                 |               |               |       |       |
|  | A1           | Brazília (BRA)      | 19               |                  |    |                     |                     |                 |                 |               |               |       |       |
|  | A1           | Brazília (BRA)      | 19               | augusztus 9.     |    |                     |                     |                 |                 |               |               |       |       |
|  | B4           | Norvégia (NOR)      | 21               |                  |    |                     |                     |                 |                 |               |               |       |       |
|  | B4           | Norvégia (NOR)      | 21               |                  |    | Norvégia (NOR)      | Norvégia (NOR)      | 31              |                 |               |               |       |       |
|  | augusztus 7. |                     |                  |                  |    | Norvégia (NOR)      | Norvégia (NOR)      | 31              |                 |               |               |       |       |
|  |              |                     | Dél-Korea (KOR)  | Dél-Korea (KOR)  | 25 |                     |                     |                 |                 |               |               |       |       |
|  | A3           | Oroszország (RUS)   | Dél-Korea (KOR)  | Dél-Korea (KOR)  | 25 | 23                  |                     |                 |                 |               |               |       |       |
|  | A3           | Oroszország (RUS)   |                  |                  |    | 23                  | augusztus 11.       |                 |                 |               |               |       |       |
|  | B2           | Dél-Korea (KOR)     | 24               |                  |    |                     |                     |                 |                 |               |               |       |       |
|  | B2           | Dél-Korea (KOR)     | 24               |                  |    | Norvégia (NOR)      | Norvégia (NOR)      | 26              |                 |               |               |       |       |
|  | augusztus 7. |                     |                  |                  |    | Norvégia (NOR)      | Norvégia (NOR)      | 26              |                 |               |               |       |       |
|  |              |                     | Montenegró (MNE) | Montenegró (MNE) | 23 |                     |                     |                 |                 |               |               |       |       |
|  | A2           | Horvátország (CRO)  | Montenegró (MNE) | Montenegró (MNE) | 23 | 22                  |                     |                 |                 |               |               |       |       |
|  | A2           | Horvátország (CRO)  | augusztus 9.     |                  |    | 22                  |                     |                 |                 |               |               |       |       |
|  | B3           | Spanyolország (ESP) | 25               |                  |    |                     |                     |                 |                 |               |               |       |       |
|  | B3           | Spanyolország (ESP) | 25               |                  |    | Spanyolország (ESP) | Spanyolország (ESP) | 26              | Bronzmérkőzés   | Bronzmérkőzés | Bronzmérkőzés |       |       |
|  | augusztus 7. |                     |                  |                  |    | Spanyolország (ESP) | Spanyolország (ESP) | 26              | Bronzmérkőzés   | Bronzmérkőzés | Bronzmérkőzés |       |       |
|  |              |                     | Montenegró (MNE) | Montenegró (MNE) | 27 |                     |                     | augusztus 11.   | augusztus 11.   | augusztus 11. |               |       |       |
|  | A4           | Montenegró (MNE)    | Montenegró (MNE) | Montenegró (MNE) | 27 | 23                  |                     | augusztus 11.   | augusztus 11.   | augusztus 11. |               |       |       |
|  | A4           | Montenegró (MNE)    |                  |                  |    |                     |                     | Dél-Korea (KOR) | Dél-Korea (KOR) | 29            |               |       |       |
|  | B1           | Franciaország (FRA) | 22               |                  |    |                     |                     | Dél-Korea (KOR) | Dél-Korea (KOR) | 29            |               |       |       |
|  | B1           | Franciaország (FRA) | 22               |                  |    | Spanyolország (ESP) | Spanyolország (ESP) | 31              |                 |               |               |       |       |
|  |              |                     |                  |                  |    | Spanyolország (ESP) | Spanyolország (ESP) | 31              |                 |               |               |       |       |

#### Negyeddöntők
| 2012. augusztus 7. 10:00 (11:00) | Brazília (BRA) | 19–21       | Norvégia (NOR) | Copper Box, London Nézőszám: 4549 Játékvezetők: C. Bonaventura, J. Bonaventura (FRA) |
| 2012. augusztus 7. 10:00 (11:00) | Nascimento 5   | (13–9)      | Koren 5        | Copper Box, London Nézőszám: 4549 Játékvezetők: C. Bonaventura, J. Bonaventura (FRA) |
| 2012. augusztus 7. 10:00 (11:00) | 3× 3×          | Jegyzőkönyv | 1× 2×          | Copper Box, London Nézőszám: 4549 Játékvezetők: C. Bonaventura, J. Bonaventura (FRA) |

| 2012. augusztus 7. 13:30 (14:30) | Spanyolország (ESP) | 25–22       | Horvátország (CRO) | Copper Box, London Nézőszám: 4553 Játékvezetők: Horáček, Novotný (CZE) |
| 2012. augusztus 7. 13:30 (14:30) | Pinedo 7            | (13–12)     | Tatari 5           | Copper Box, London Nézőszám: 4553 Játékvezetők: Horáček, Novotný (CZE) |
| 2012. augusztus 7. 13:30 (14:30) | 3× 3×               | Jegyzőkönyv | 6× 3×              | Copper Box, London Nézőszám: 4553 Játékvezetők: Horáček, Novotný (CZE) |

| 2012. augusztus 7. 17:00 (18:00) | Oroszország (RUS)   | 23–24       | Dél-Korea (KOR) | Copper Box, London Nézőszám: 4299 Játékvezetők: Lopéz, Sabroso (ESP) |
| 2012. augusztus 7. 17:00 (18:00) | Posztnova, Levina 5 | (11–14)     | Kvon Hanna 6    | Copper Box, London Nézőszám: 4299 Játékvezetők: Lopéz, Sabroso (ESP) |
| 2012. augusztus 7. 17:00 (18:00) | 2× 4×               | Jegyzőkönyv | 5× 3×           | Copper Box, London Nézőszám: 4299 Játékvezetők: Lopéz, Sabroso (ESP) |

| 2012. augusztus 7. 20:30 (21:30) | Franciaország (FRA) | 22–23       | Montenegró (MNE)        | Copper Box, London Nézőszám: 4559 Játékvezetők: Olesen, Pedersen (DEN) |
| 2012. augusztus 7. 20:30 (21:30) | Signaté 5           | (13–13)     | Popović, K. Bulatović 6 | Copper Box, London Nézőszám: 4559 Játékvezetők: Olesen, Pedersen (DEN) |
| 2012. augusztus 7. 20:30 (21:30) | 2× 3×               | Jegyzőkönyv | 3× 4×                   | Copper Box, London Nézőszám: 4559 Játékvezetők: Olesen, Pedersen (DEN) |

#### Elődöntők
| 2012. augusztus 9. 17:00 (18:00) | Norvégia (NOR) | 31–25       | Dél-Korea (KOR) | Basketball Arena, London Nézőszám: 9274 Játékvezetők: Gubica, Milošević (CRO) |
| 2012. augusztus 9. 17:00 (18:00) | Løke 8         | (18–15)     | Kvon Hanna 7    | Basketball Arena, London Nézőszám: 9274 Játékvezetők: Gubica, Milošević (CRO) |
| 2012. augusztus 9. 17:00 (18:00) | 2× 3×          | Jegyzőkönyv | 2× 3×           | Basketball Arena, London Nézőszám: 9274 Játékvezetők: Gubica, Milošević (CRO) |

| 2012. augusztus 9. 20:30 (21:30) | Spanyolország (ESP) | 26–27       | Montenegró (MNE) | Basketball Arena, London Nézőszám: 9087 Játékvezetők: Krstić, Ljubić (SLO) |
| 2012. augusztus 9. 20:30 (21:30) | Alberto 6           | (13–13)     | K. Bulatović 9   | Basketball Arena, London Nézőszám: 9087 Játékvezetők: Krstić, Ljubić (SLO) |
| 2012. augusztus 9. 20:30 (21:30) | 1× 2×               | Jegyzőkönyv | 4× 3×            | Basketball Arena, London Nézőszám: 9087 Játékvezetők: Krstić, Ljubić (SLO) |

#### Bronzmérkőzés
| 2012. augusztus 11. 17:00 (18:00) | Dél-Korea (KOR) | 29–31 (h. u.)         | Spanyolország (ESP)  | Basketball Arena, London Nézőszám: 9622 Játékvezetők: Olesen, Pedersen (DEN) |
| 2012. augusztus 11. 17:00 (18:00) | Kvon Hanna 7    | (13–13, 24–24, 28–28) | Alberto, Fernández 5 | Basketball Arena, London Nézőszám: 9622 Játékvezetők: Olesen, Pedersen (DEN) |
| 2012. augusztus 11. 17:00 (18:00) | 2× 1×           | Jegyzőkönyv           | 4× 2×                | Basketball Arena, London Nézőszám: 9622 Játékvezetők: Olesen, Pedersen (DEN) |

#### Döntő
| 2012. augusztus 11. 20:30 (21:30) | Norvégia (NOR) | 26–23       | Montenegró (MNE) | Basketball Arena, London Nézőszám: 9739 Játékvezetők: C. Bonaventura, J. Bonaventura (FRA) |
| 2012. augusztus 11. 20:30 (21:30) | Sulland 10     | (13–10)     | K. Bulatović 10  | Basketball Arena, London Nézőszám: 9739 Játékvezetők: C. Bonaventura, J. Bonaventura (FRA) |
| 2012. augusztus 11. 20:30 (21:30) | 3× 3×          | Jegyzőkönyv | 6× 3× 1×         | Basketball Arena, London Nézőszám: 9739 Játékvezetők: C. Bonaventura, J. Bonaventura (FRA) |

| A 2012. évi nyári olimpiai játékok női kézilabdatornájának olimpiai bajnoka |
| · NORVÉGIA · 2. cím                                                         |
| --------------------------------------------------------------------------- |

### Végeredmény
Az elődöntőbe nem jutott csapatokat a csoportmérkőzések alapján rangsorolták, a csoportbeli helyezés és a szerzett pontszám sorrendjében.
| Helyezés | Csapat               | M | Gy | D | V | G+  | G–  | Gk  | P  |
| -------- | -------------------- | - | -- | - | - | --- | --- | --- | -- |
| Arany    | Norvégia (NOR)       | 8 | 5  | 1 | 2 | 196 | 187 | +9  | 11 |
| Ezüst    | Montenegró (MNE)     | 8 | 4  | 1 | 3 | 210 | 197 | +13 | 9  |
| Bronz    | Spanyolország (ESP)  | 8 | 5  | 1 | 2 | 201 | 192 | +9  | 11 |
| 4.       | Dél-Korea (KOR)      | 8 | 4  | 1 | 3 | 214 | 215 | –1  | 9  |
|          |                      |   |    |   |   |     |     |     |    |
| 5.       | Franciaország (FRA)  | 6 | 4  | 1 | 1 | 147 | 126 | +21 | 9  |
| 6.       | Brazília (BRA)       | 6 | 4  | 0 | 2 | 156 | 143 | +13 | 8  |
| 7.       | Horvátország (CRO)   | 6 | 4  | 0 | 2 | 167 | 140 | +27 | 8  |
| 8.       | Oroszország (RUS)    | 6 | 3  | 1 | 2 | 174 | 149 | +25 | 7  |
|          |                      |   |    |   |   |     |     |     |    |
| 9.       | Dánia (DEN)          | 5 | 1  | 0 | 4 | 113 | 121 | –8  | 2  |
| 10.      | Angola (ANG)         | 5 | 1  | 0 | 4 | 132 | 142 | –10 | 2  |
| 11.      | Svédország (SWE)     | 5 | 0  | 0 | 5 | 108 | 131 | –23 | 0  |
| 12.      | Nagy-Britannia (GBR) | 5 | 0  | 0 | 5 | 91  | 166 | –75 | 0  |